# Gandzia

Gandzia (en ukrainien : Гандзя) est une chanson folklorique ukrainienne composée par Denis Fedorovich Bonkovsky, au XIXe siècle. Elle a été incluse dans la Trot-Marche de Semion Tchernetsky en 1938. Elle fait partie du répertoire des Chœurs de l'Armée rouge.